# Cophosaurus texanus
Cophosaurus texanus là một loài thằn lằn trong họ Phrynosomatidae. Loài này được Troschel mô tả khoa học đầu tiên năm 1852.

## Hình ảnh

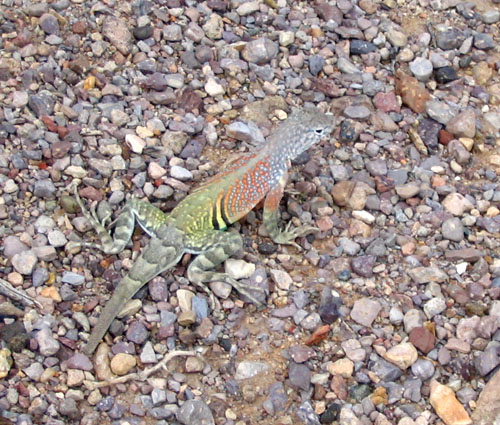